# Zapopan (album)
Zapopan je sólové studiové album amerického hudebníka Omara Rodrígueze-Lópeze. Vydáno bylo v listopadu 2016 společností Ipecac Recordings. Deska obsahuje dříve vydané písně, avšak v upravných verzích a s novými názvy. Písně původně vyšly na deskách Saber, Querer, Osar y Callar (2012) a Unicorn Skeleton Mask (2013). Název alba odkazuje ke stejnojmennému městu, v němž Rodríguez-López žil v době vzniku desky.

## Seznam skladeb
Autorem všech skladeb je Omar Rodríguez-López.
1. „Reap the Roots“ – 2:11
2. „Tandem Happiness“ – 1:08
3. „Fielding Souls“ – 1:37
4. „What's Left in You“ – 3:20
5. „Spell Broken Hearts“ – 4:00
6. „If It Was a Snake It Would Have Bit You“ – 4:16
7. „Hollow Change“ – 2:18
8. „Archangel“ – 2:51
9. „Harboring a Sadist“ – 4:30
10. „Tentáculos De Fé“ – 3:41
11. „Random Bouts of Shadows“ – 5:41

## Obsazení
- Omar Rodríguez-López – zpěv, kytara, baskytara, syntezátory, sekvenování, klavír, samply
- Deantoni Parks – bicí